# 국도 제2호선 (타이완)

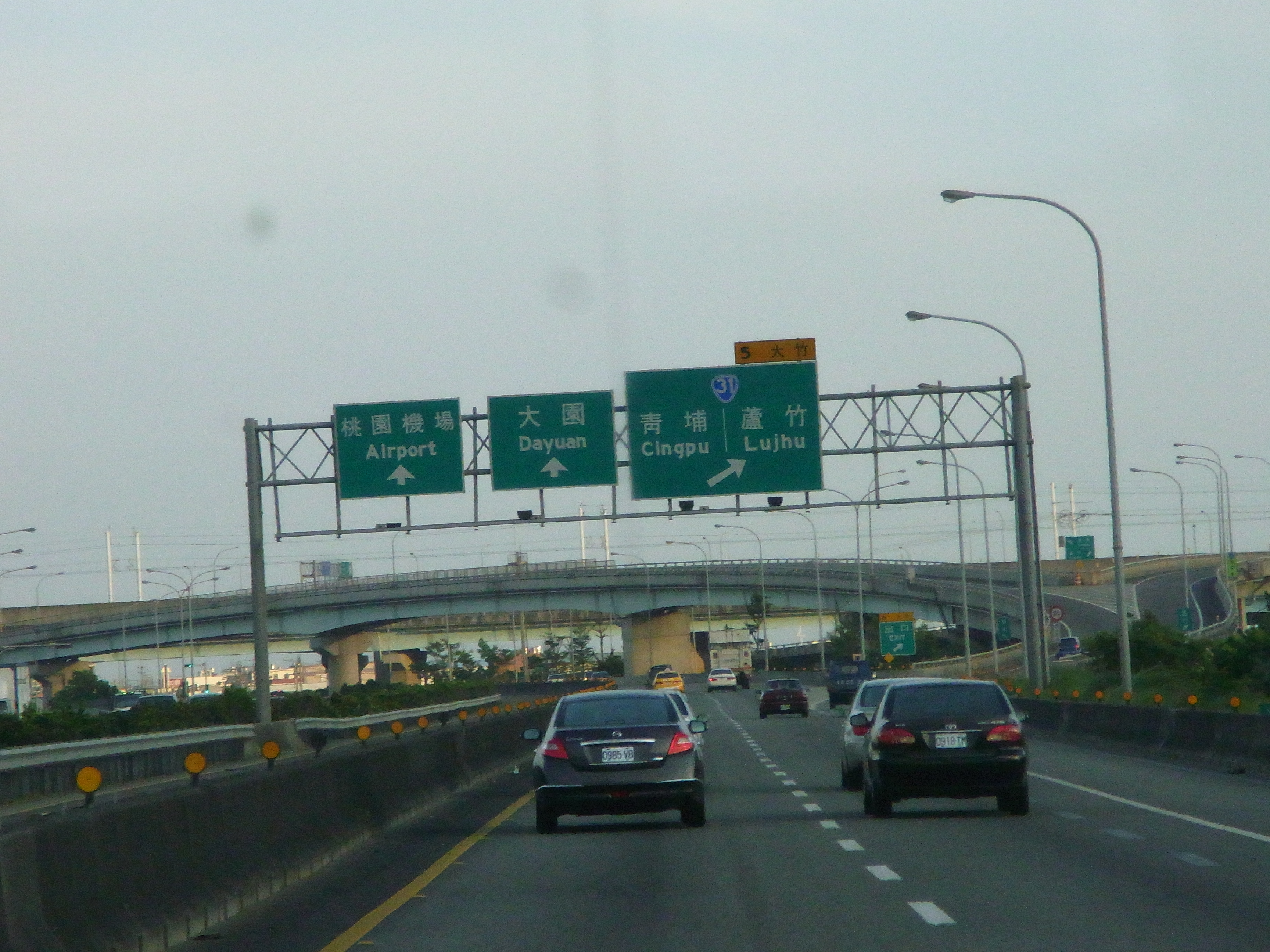
타오위안 환선

타이완 국도 제2호선은 타이완의 타오위안·신베이를 지나는 총연장 20.4km의 고속도로로, 행정명칭은 "국도 2호"이다.

## 연혁
- 1980년 11월 : 국도 번호로 1번 갑(甲)을 부여, 공항 분기점~공항 터미널 구간 개통
- 1997년 8월 24일 : 잉거 분기점 ~ 공항 분기점 구간 개통, 최고속도제한은 시속 90km, 국도 번호를 2번으로 변경.
- 2003년 4월 : 공항 분기점에서 동쪽 구간의 최고속도재한을 시속 100km로 변경
- 2006년 1월 23일 : 다주 나들목 개통.
- 2010년 4월 20일 : 다위안 나들목 ~ 다난 나들목，4차로→8차로 확장 개통
- 2011년 4월 10일 : 다주 ~공항 분기점，4차로→8차로 확장 개통
- 2011년 8월 17일 : 공항 터미널 기종점 ~ 다위안，4차로→8차로 확장 개통
- 2011년 12월 13일 : 공항 분기점~ 난타오위안，4차로→6차로 확장 개통
- 2012년 4월 14일 : 난타오위안 나들목 ~ 다난 나들목，4차로→6차로 확장 개통
- 2012년 5월 31일 : 다난 나들목 ~ 잉거 분기점，4차로→6차로 확장 개통
- 2012년 6월 1일 : 공항 분기점 ~ 다위안 나들목 구간의 최고속도제한을 시속 100km로 변경.[1]

## 나들목 · 분기점
- 여기서 숫자는 진출입교차점 (IC 및 JC) 번호를 말하고, TG는 요금소(Tollgate), 는 휴게소(Service Area)를 뜻한다.
- 거리의 단위는 km이다.

| 번호 | 이름               | 중국어 이름            | 로마자 이름   | 구간 거리 | 누적 거리 | 접속 노선                | 소재지     | 소재지      | 비고 |
| ---- | ------------------ | ---------------------- | ------------- | --------- | --------- | ------------------------ | ---------- | ----------- | ---- |
|      | 공항 터미널 기종점 | 중국어: 機場端         |               |           | 0.0       | 타이완 타오위안 국제공항 | 타오위안시 | 다위안 향   |      |
|      | 다위안 나들목      | 중국어: 大園交流道     | Dayuan        |           | 0.9       | 현도 제110호선           | 타오위안시 | 다위안 향   |      |
|      | 다주 나들목        | 중국어: 大竹交流道     | Dazhu         |           | 5.0       | 성도 제31호선            | 타오위안시 | 루주 향     |      |
|      | 공항 분기점        | 중국어: 機場系統交流道 | Airport JCT   |           | 9.2       | 중산 고속공로            | 타오위안시 | 타오위안 시 |      |
|      | 난타오위안 나들목  | 중국어: 南桃園交流道   | South Taoyuan |           | 11.6      |                          | 타오위안시 | 타오위안 시 |      |
|      | 다난 나들목        | 중국어: 大湳交流道     | Danan         |           | 18.5      | 현도 제110호선 (을)      | 타오위안시 | 바더 시     |      |
|      | 잉거 분기점        | 중국어: 鶯歌系統交流道 | Yingge JCT    |           | 20.4      | 포르모자 고속공로        | 신베이시   | 잉거 구     |      |